# Dusenia
Dusenia là một chi rêu trong họ Leucodontaceae.